# 粉盒

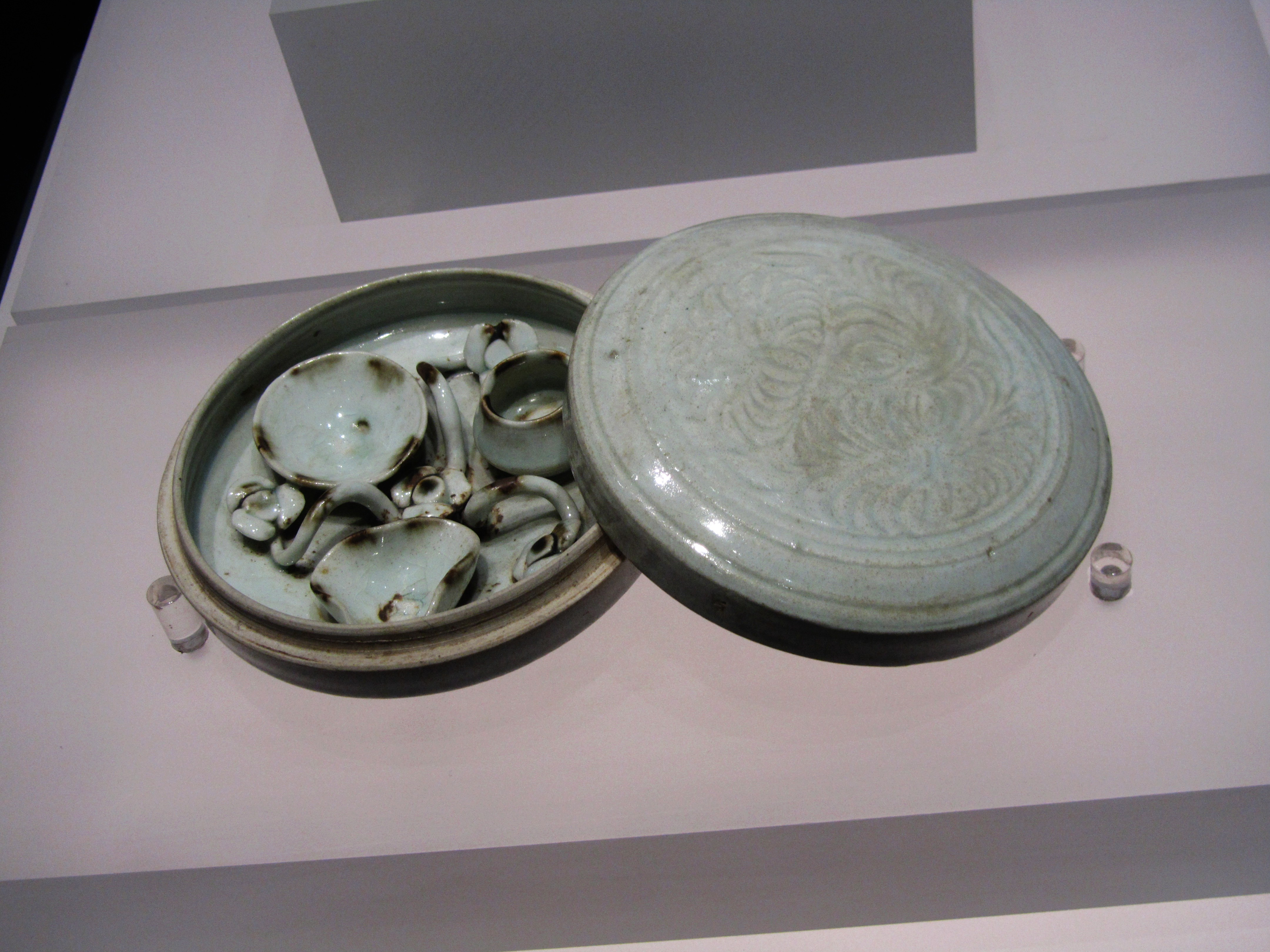
北宋景德镇窑影青釉菊花纹粉盒，安徽博物院藏。

粉盒为一种盛放香粉或胭脂的化妆盒，具有保持其色香味及防潮的功能，多为扁圆形，也有云头形、海棠形等，有盖，盖面鼓起，盒身与盖以子母口相合，其材料有瓷质、金属和塑料等。